# Gianluca Di Gennaro
Gianluca Di Gennaro (Napoli, 3 dicembre 1990) è un attore italiano.

## Biografia
Nasce a Napoli il 3 dicembre 1990. Nipote del celebre cantante Nunzio Gallo, Gianluca esordisce come attore nel 2001, a soli 11 anni, sul palcoscenico del Teatro Cilea, con il musical "Quartieri Spagnoli", al fianco dello zio Gianfranco Gallo. Proprio in occasione di questo spettacolo, viene notato dalla responsabile di casting Marita D'Elia, che lo segnala ai registi Andrea Frazzi e Antonio Frazzi per il film Certi bambini (2004). Di Gennaro debutta, così, sul grande schermo nel ruolo di Rosario, il protagonista, un undicenne che vive in un condominio di periferia, in una Napoli devastata dalla camorra, trascorrendo le sue giornate con un branco dedito alle sale giochi, alle frequentazioni pericolose e ai piccoli reati. Per la sua interpretazione in questo film dal forte impatto drammatico, il giovanissimo attore riceve vari riconoscimenti, tra cui il Premio Flaiano e il Premio del Cinema Indipendente di Foggia.
Dopo il brillante esordio, Di Gennaro inizia a essere corteggiato dalla televisione. Fioccano gli impegni in mini-fiction e serie televisive, come , La squadra (2006) e Il coraggio di Angela (2007), con Lunetta Savino nei panni della prima donna che si ribella al racket della camorra. Di nuovo a teatro, diretto dallo zio Gianfranco Gallo in "Miseria e Nobiltà" e in una nuova edizione di "Quartieri Spagnoli", nel 2008 l'attore è nel cast della miniserie televisive 'O professore, con Sergio Castellitto e Luisa Ranieri, storia di un insegnante di italiano che prova a strappare i suoi allievi alla criminalità, nel cuore depresso e disperato di Napoli. Dopo la terza stagione di Provaci ancora prof! (2008), una comparsa nella settima di Don Matteo (2009) e la presenza in Ho sposato uno sbirro 2 (2010), Di Gennaro è protagonista della prima regia di Valeria Golino, il cortometraggio Armandino e il Madre (2010), ambientato nel centro storico di Napoli. Indissolubilmente legato alle storie di disagio sociale della sua città, dove è diventato padre a ventuno anni, recita nella fiction Come un delfino (2010), con Raoul Bova nei panni di un campione di nuoto che allena e motiva un gruppo di ragazzi difficili, strappandoli alla via della violenza. Nel 2011 interpreta Paolo nella commedia musicale A sud di New York di Elena Bonelli, storia di sogni e speranze tra l'Italia meridionale e la Grande Mela. Nel 2012 prende parte alla miniserie Il caso Enzo Tortora - Dove eravamo rimasti? e alla riprese della serie televisiva Il clan dei camorristi, con Stefano Accorsi e Giuseppe Zeno, dove interpreta il giovane Beppe D'Angelo. Nel 2013 lo vediamo anche nel videoclip della canzone "Scegli me" di Gianna Nannini, colonna sonora del film La santa di Cosimo Alemà, di cui è protagonista. È ancora protagonista nei panni di Toni Capuano del film per la televisione L'oro di Scampia (2013), con Beppe Fiorello nel ruolo ispirato a Giovanni Maddaloni, napoletano che ha condotto il figlio Pino Maddaloni sul podio più alto delle Olimpiadi di Sydney. Nel 2015 è protagonista del film di Sebastiano Rizzo Gramigna (finalista ai David di Donatello nel 2018). Nel 2016 recita nel film Lo chiamavano Jeeg Robot diretto da Gabriele Mainetti e nel film Zeta - Una storia hip-hop di Cosimo Alemà. Nel 2018 è protagonista del film Ed è subito sera per la regia di Claudio Insegno, con Franco Nero, sulla vita di Dario Scherillo, vittima innocente di camorra. Nel 2020 è un rapper, protagonista di Cobra non è, opera prima del regista Mauro Russo, uscita il 30 aprile su Amazon Prime Video.

## Filmografia

### Cinema
- Certi bambini, regia di Andrea ed Antonio Frazzi (2004)
- A sud di New York, regia di Elena Bonelli (2009)
- Armandino e il madre, regia di Valeria Golino  – cortometraggio (2010)
- Hai paura del buio, regia di Massimo Coppola (2010)
- Miele, regia di Valeria Golino (2013)
- La santa, regia di Cosimo Alemà (2013)
- Una diecimilalire, regia di Luciano Luminelli (2015)
- Lo chiamavano Jeeg Robot, regia di Gabriele Mainetti (2015)
- Zeta - Una storia hip-hop, regia di Cosimo Alemà (2016)
- Gramigna, regia di Sebastiano Rizzo (2017)
- Capri-Revolution, regia di Mario Martone (2018)
- Ed è subito sera, regia di Claudio Insegno (2018)
- Tigers, regia di Ronnie Sandahl (2019)
- Cobra non è, regia Mauro Russo (2020)
- Black Parthenope, regia di Alessandro Giglio (2021)
- Comandante, regia di Edoardo De Angelis (2023)

### Televisione
- Un posto al sole – (2005)
- La squadra – Episodio: "E guerra sia!" (2006)
- Il coraggio di Angela, regia di Luciano Manuzzi – miniserie TV (2008)
- 'O professore, regia di Maurizio Zaccaro – miniserie TV (2008)
- Provaci ancora prof 3, regia di Rossella Izzo – Episodio: "Due americane a Roma" (2008)
- Don Matteo 7 – Episodio: "L'ultimo salto" (2009)
- Ho sposato uno sbirro 2 – Episodio: "Qualcosa Di Bello" (2010)
- Come un delfino, regia di Stefano Reali – miniserie TV (2011)
- Il caso Enzo Tortora - Dove eravamo rimasti?, regia di Ricky Tognazzi – miniserie TV (2012)
- Il clan dei camorristi, regia di Alexis Sweet – serie TV (2013)
- Per amore del mio popolo, regia di Antonio Frazzi – miniserie TV (2014)
- L'oro di Scampia, regia di Marco Pontecorvo – film TV (2014)
- Gomorra 2 - La serie – serie TV, 9 episodi (2016)
- Rosy Abate 2 - La serie, regia di Giacomo Martelli – serie TV, 5 episodi (2019)
- I bastardi di Pizzofalcone - Terza serie, regia di Monica Vullo – serie TV, episodio 4 "Nozze" (2021)
- Sabato, domenica e lunedì, regia di Edoardo De Angelis – film TV (2021)
- Non ti pago, regia di Edoardo De Angelis – film TV (2021)
- Diversi come due gocce d'acqua, regia di Luca Lucini – film TV (2022)
- Champagne - Peppino di Capri, regia di Cinzia TH Torrini – film TV (2025)

### Videoclip
- Scegli me, con Gianna Nannini (2013)
- Sigarette, con Neffa (2015)
- Portami con te, con Boomdabash (2016)
- Panico, con Peppe Soks feat. Samurai Jay (2019)

### Cortometraggi
- Un bacio di troppo, di Vincenzo Lamagna (2023)
- Appuntamento a mezzogiorno, di Antonio Passaro (2024)